# Cadelbosco di Sopra
Cadelbosco di Sopra – miejscowość i gmina we Włoszech, w regionie Emilia-Romania, w prowincji Reggio Emilia.
Według danych na rok 2014 gminę zamieszkiwało 10 610 osób, 240 os./km².